# Enheĝal
Enheĝal (gesprochen: Enhengal) ist der erste bekannte König von Lagaš. Er regierte im 26. Jahrhundert vor Christus und war zugleich Vizekönig des Mesilim von Kiš. Bis heute ist er lediglich durch eine Verwaltungsurkunde bezeugt.